# 이태조 (탁구 선수)
이태조(1970년 ~ )는 대한민국의 탁구 선수였다. 1990년 말레이시아 쿠알라룸푸르 아시아 선수권대회에서 단체 금메달을 획득하였다.